# NBA Action
NBA Action – program telewizyjny, w którym są pokazywane skróty meczów NBA, wywiady z graczami i najnowsze doniesienia. Od 1998 do 2001 roku gościł na antenie TVN. Obecnie emitowany w Canal+.